# The Split Program
The Split Program è l'album di debutto del gruppo musicale tedesco di genere metalcore dei Caliban, con la collaborazione degli Heaven Shall Burn, pubblicato dall'etichetta discografica Lifeforce Records il 1º gennaio 2000.

## Tracce

### Caliban
1. Intro
2. Assassin of Love
3. A Summerdream
4. Sunday's Words
5. Partisan
6. Outro

### Heaven Shall Burn
1. Suffocated in the Exhaust of Our Machines
2. No Single Inch
3. The Seventh Cross
4. One More Lie